# Paipai
Los paipai  también conocidos como pai pai, pa'ipai, akwa'ala, yakakwal son un pueblo amerindio que vive en el norte del estado de Baja California, México. Son parte y origen Yumanos que también habitan en la región. Aunque anteriormente se dedicaban a la pesca del abulón, la reducción de sus territorios y la declaración el delta del río Colorado como reserva de la biósfera han puesto fin a esta actividad. En la actualidad, la mayor parte de los paipai que permanecen en su territorio tradicional se dedican a la ganadería y a la explotación de los productos naturales que brinda la tierra. Producen artesanías de ixtle y otras fibras que obtienen de las especies vegetales de la región. Las nuevas generaciones suelen ser renuentes al uso de su lengua materna, el idioma paipai. 
A inicios del siglo XXI, viven en los municipios de Ensenada y Tecate unos cuatrocientos miembros de esta tribu yumana. De ellos, apenas dos centenas hablan la lengua paipai. Como en el caso de sus parientes culturales de la región californiana, sobre la cultura paipai pesa la amenaza de la extinción en el corto plazo. 
Las mujeres se visten como indígenas con una falda larga que le llega hasta los tobillos y una blusa larga, su vestimenta está cosida con lo que conocemos como manta. 
Los hombres se visten como indígenas con un pantalón que les llega a los tobillos y una camisa medio larga; su vestimenta está hecha cosida con la tela que conocemos como manta.